# Lijst van personen overleden in december 2015
Dit is een lijst van bekende personen die overleden zijn in december 2015.

## December

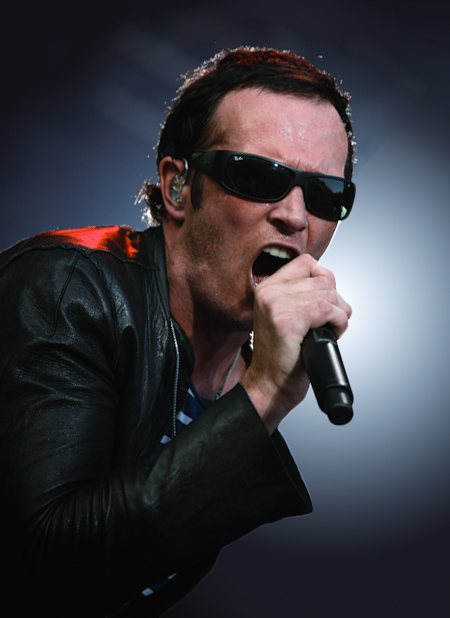
Scott Weiland
3 december

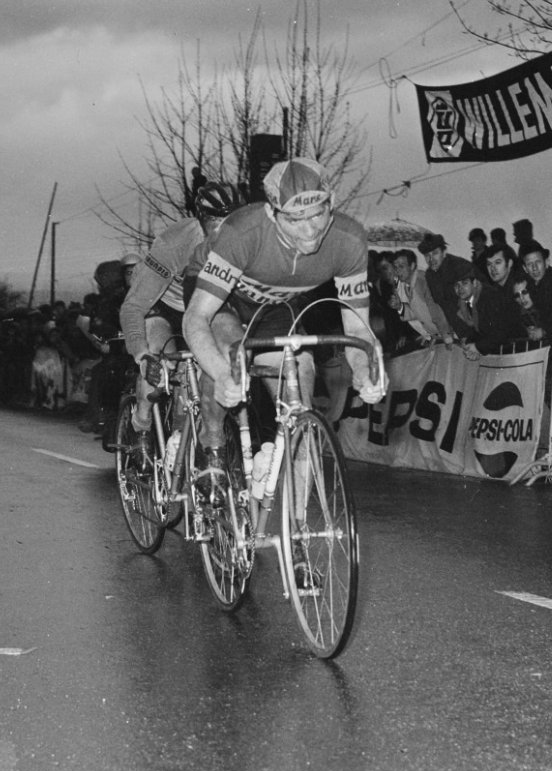
Erik De Vlaeminck
4 december

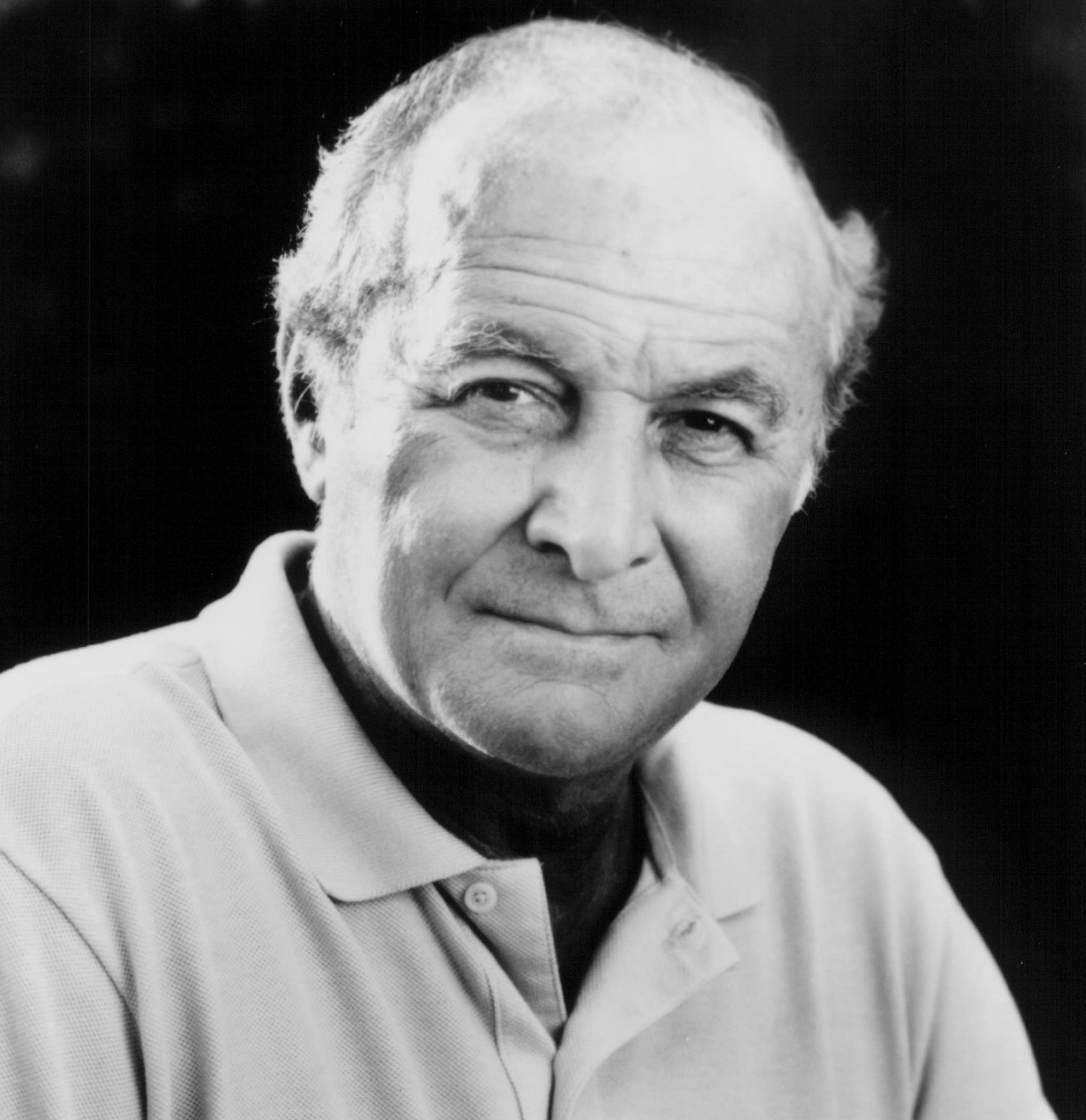
Robert Loggia
4 december

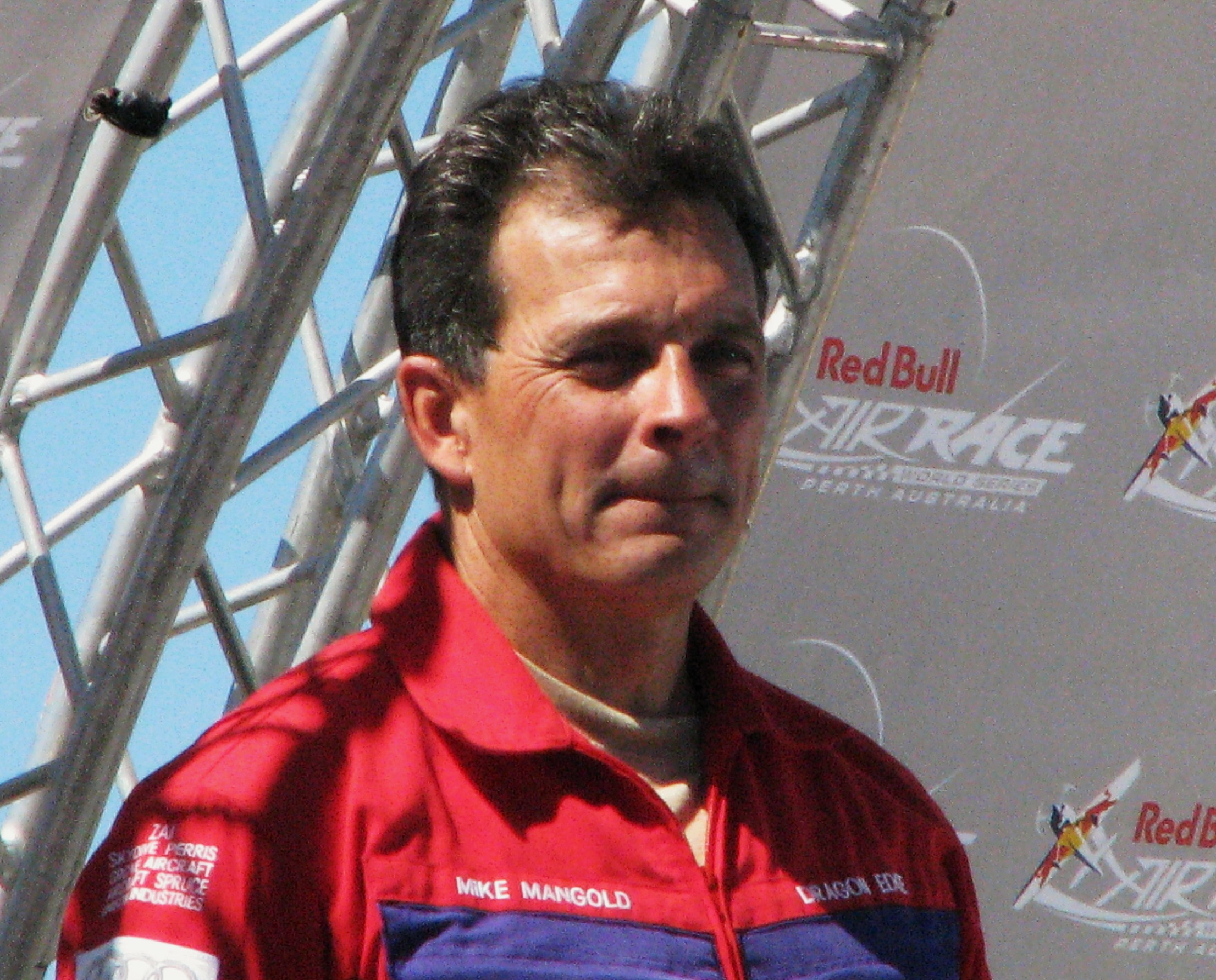
Mike Mangold
6 december

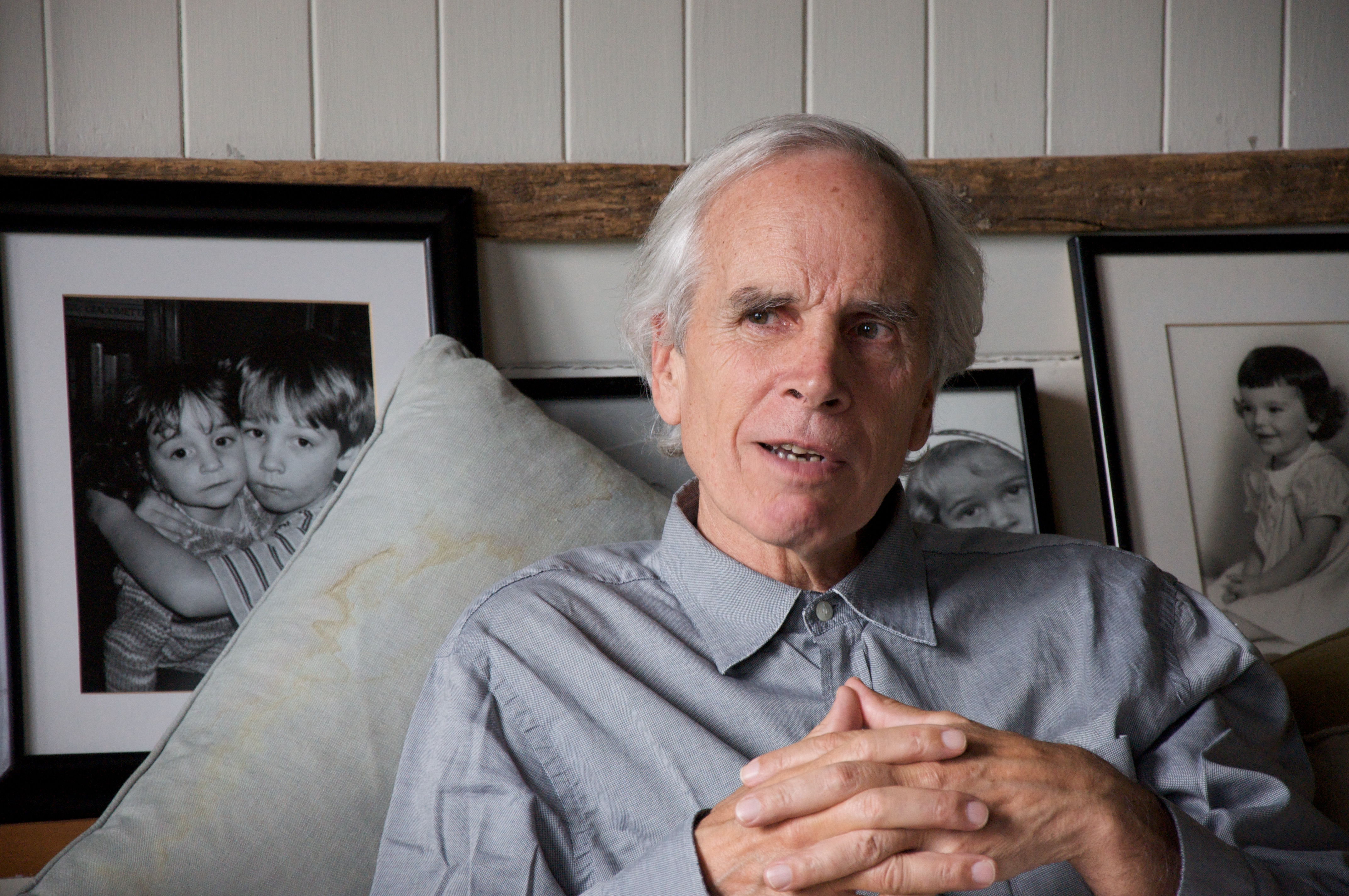
Douglas Tompkins
8 december

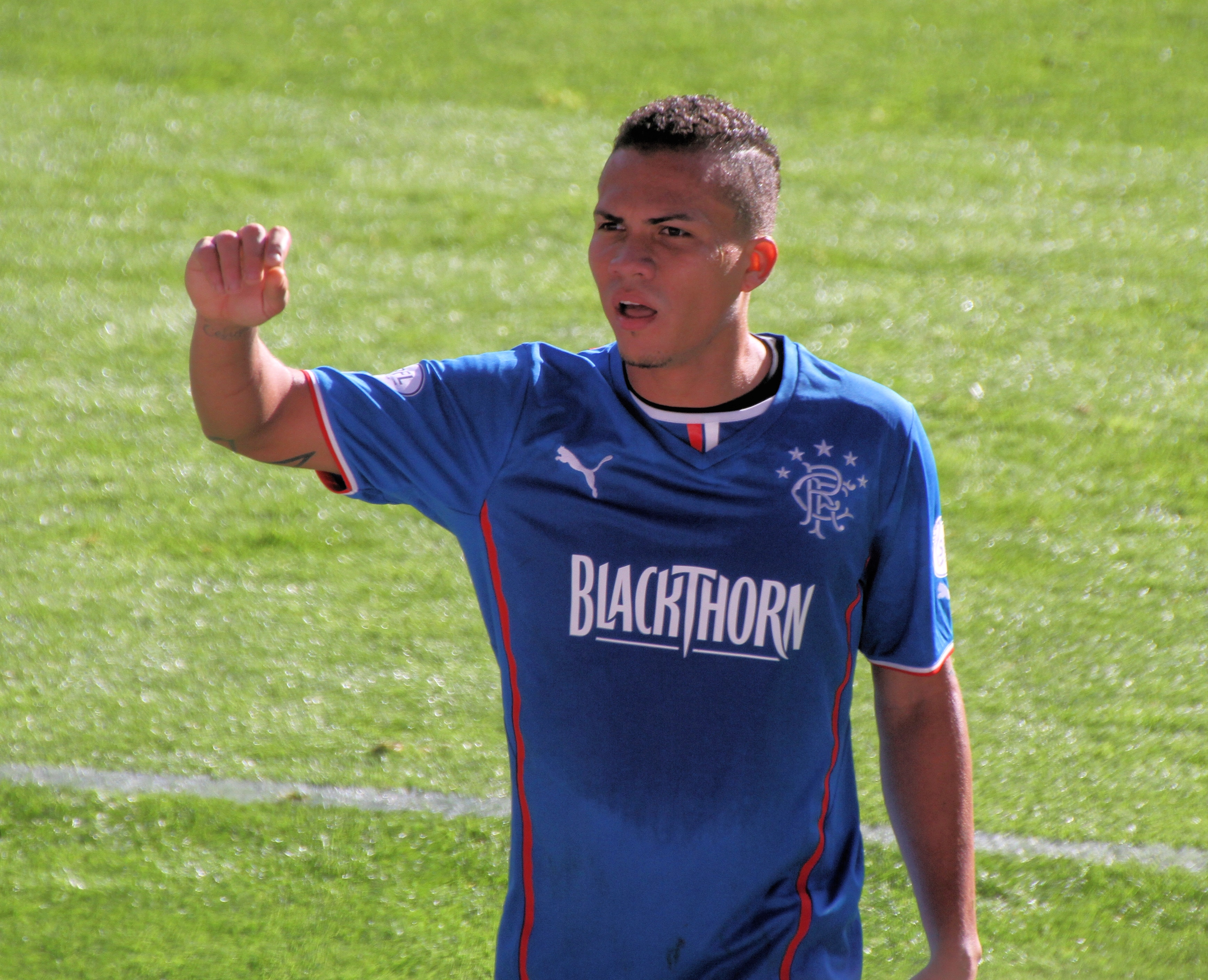
Arnold Peralta
10 december

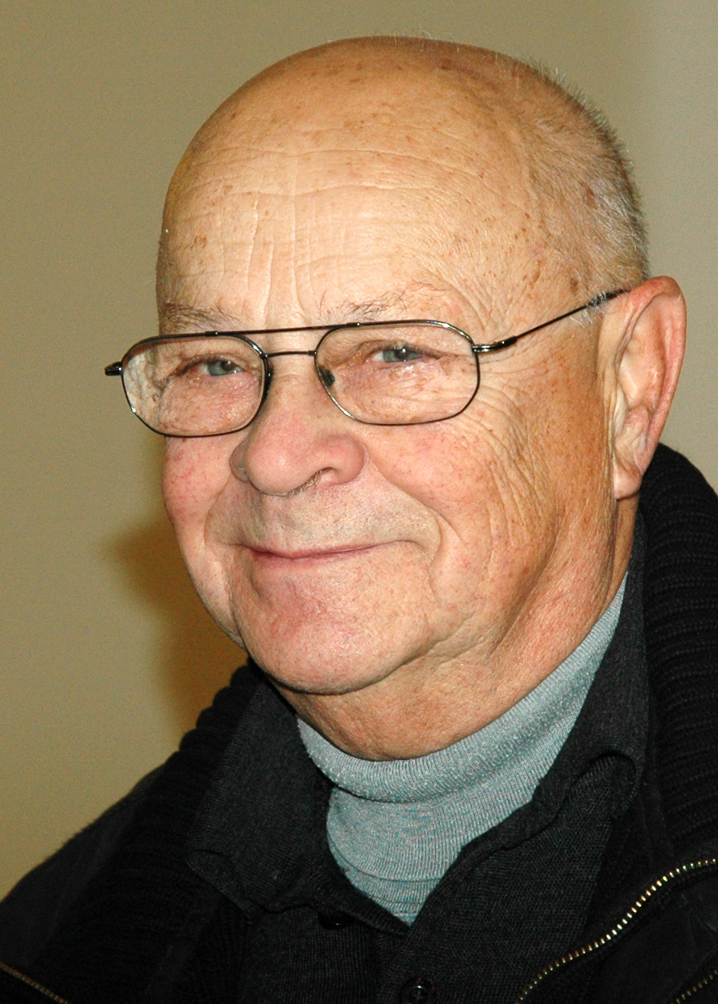
Aleš Veselý
14 december

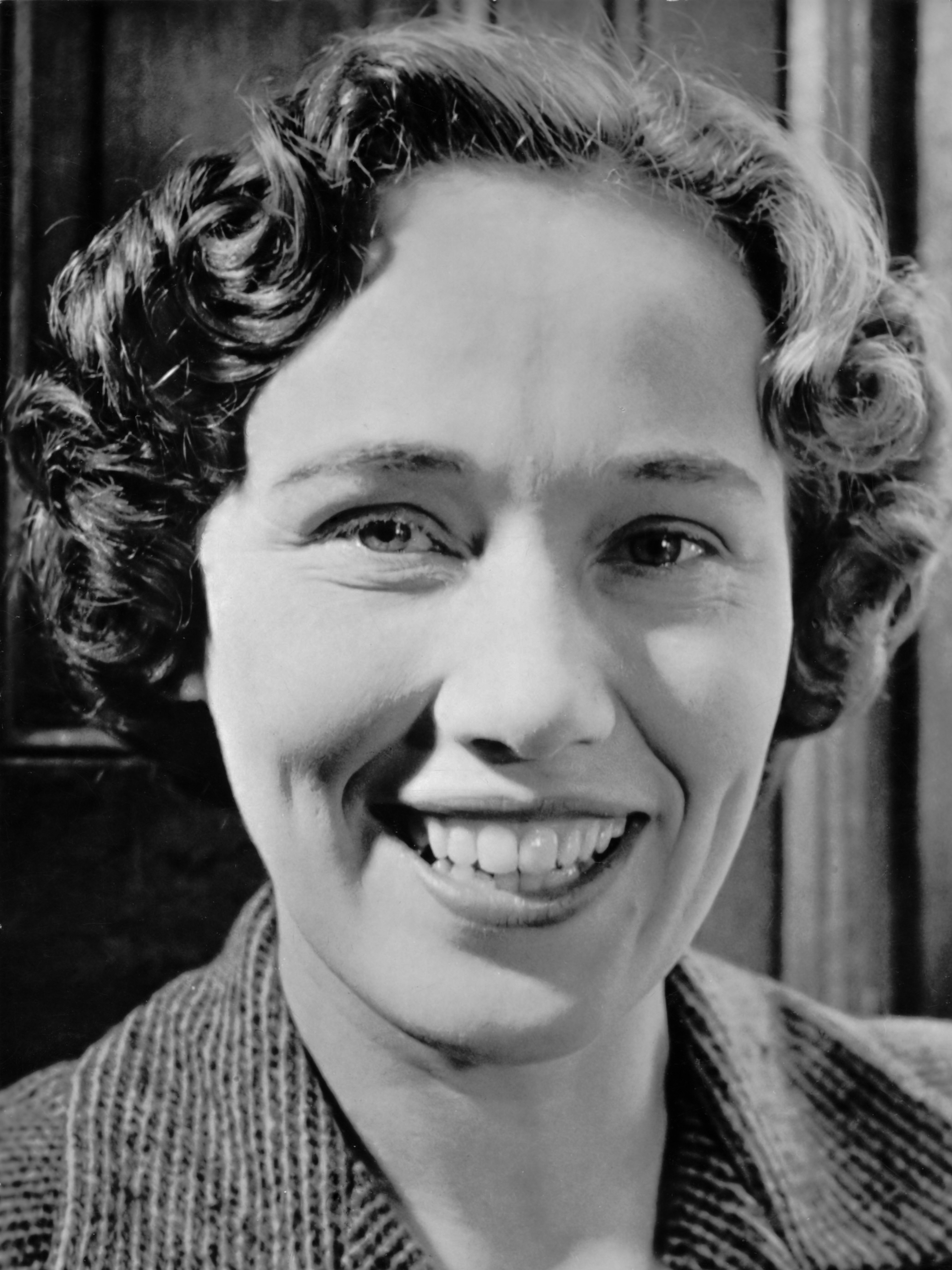
Aafje Heynis
16 december

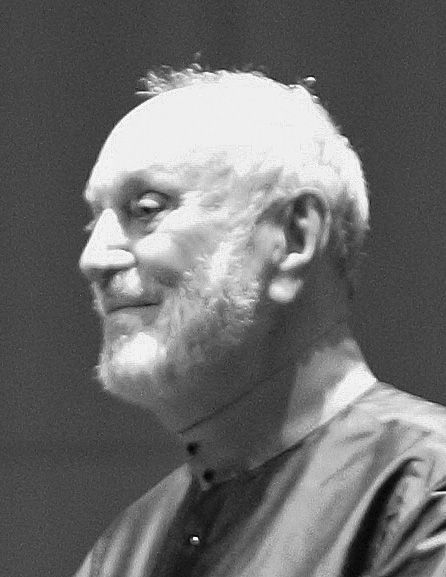
Kurt Masur
19 december

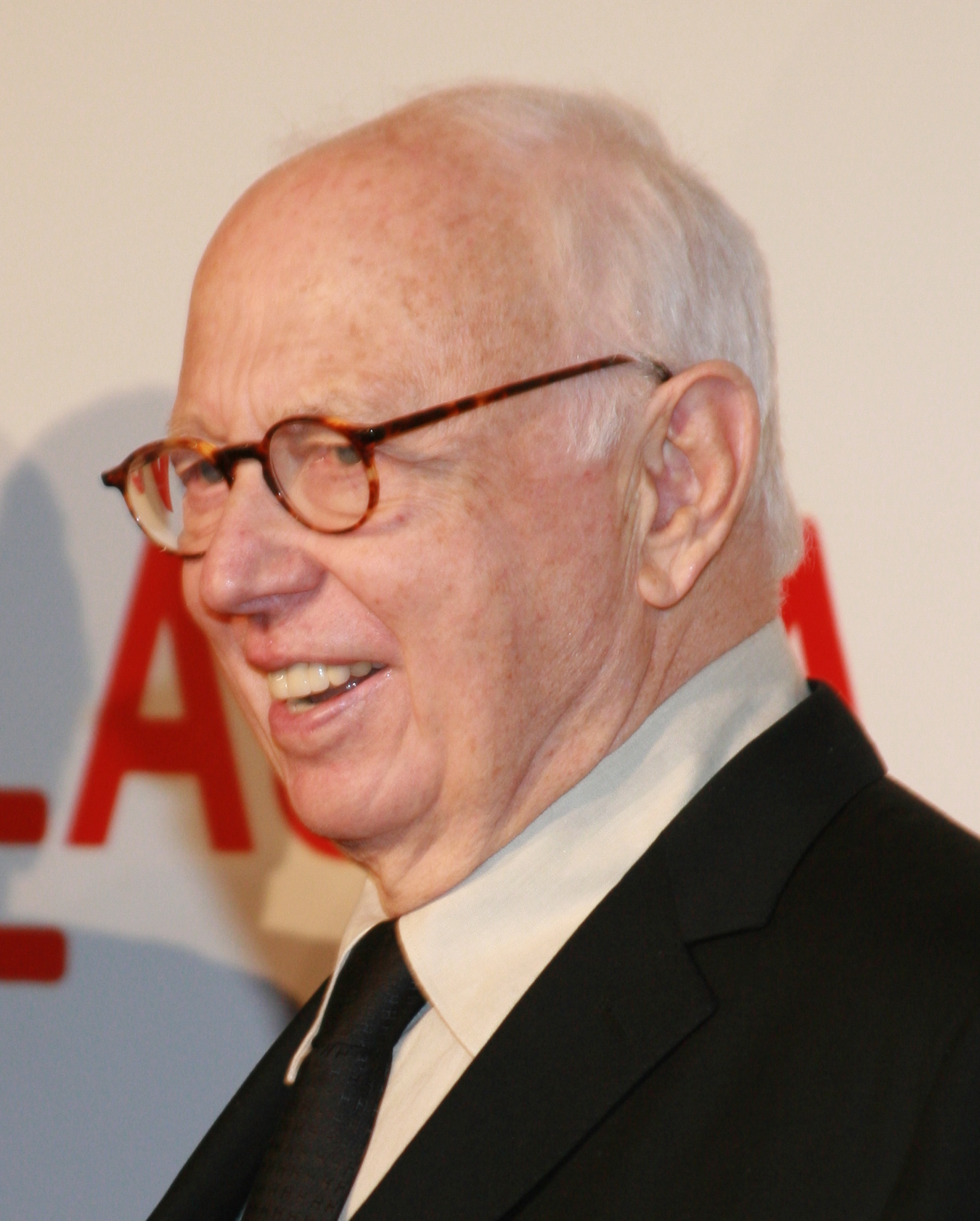
Ellsworth Kelly
27 december

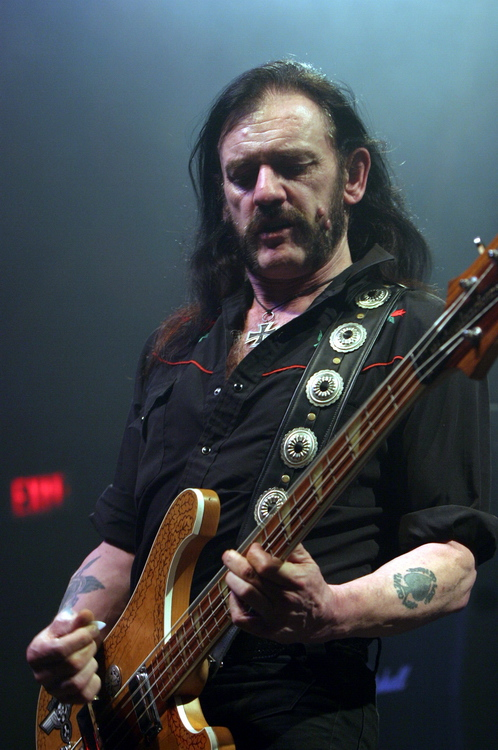
Lemmy Kilmister
28 december

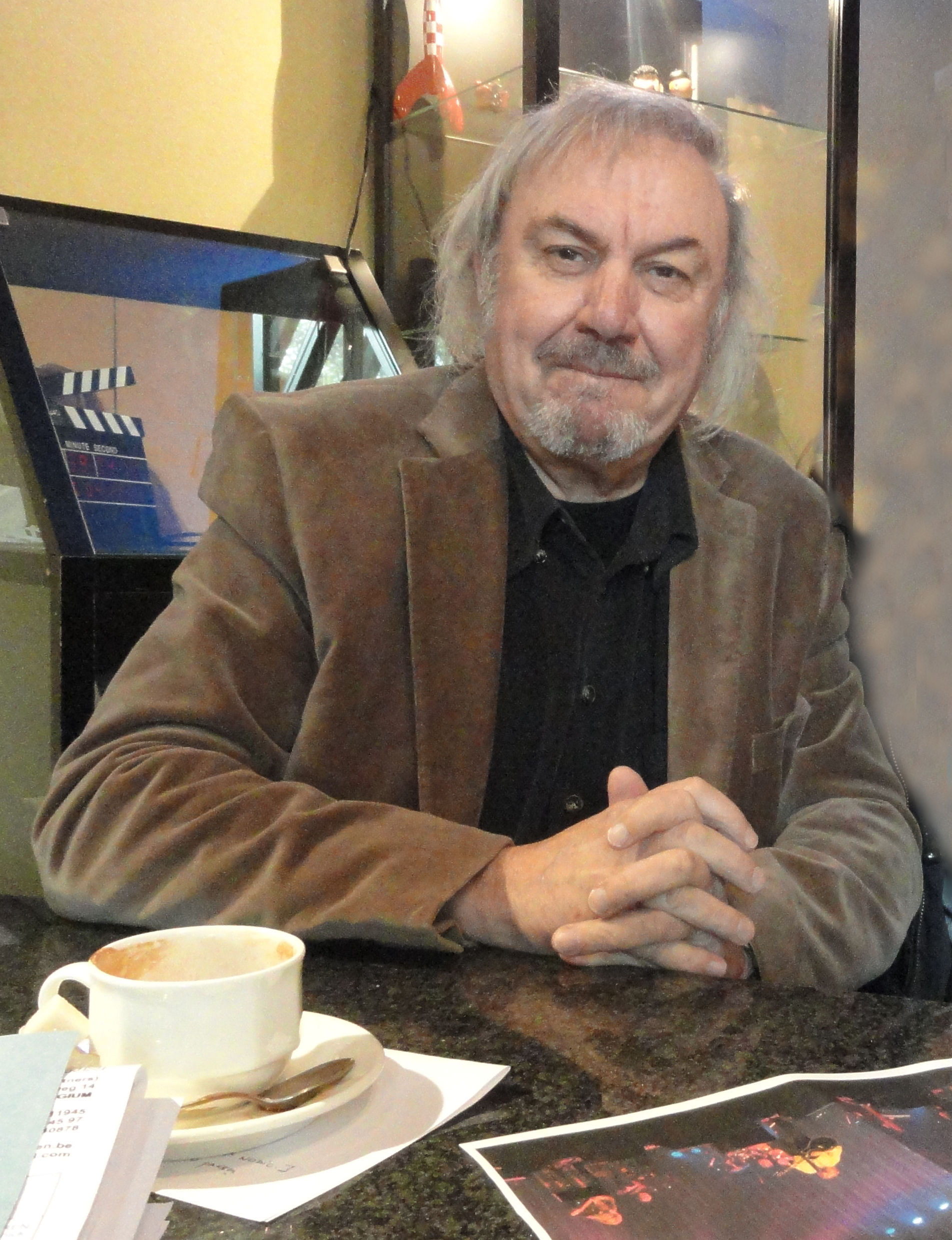
Zjef Vanuytsel
30 december

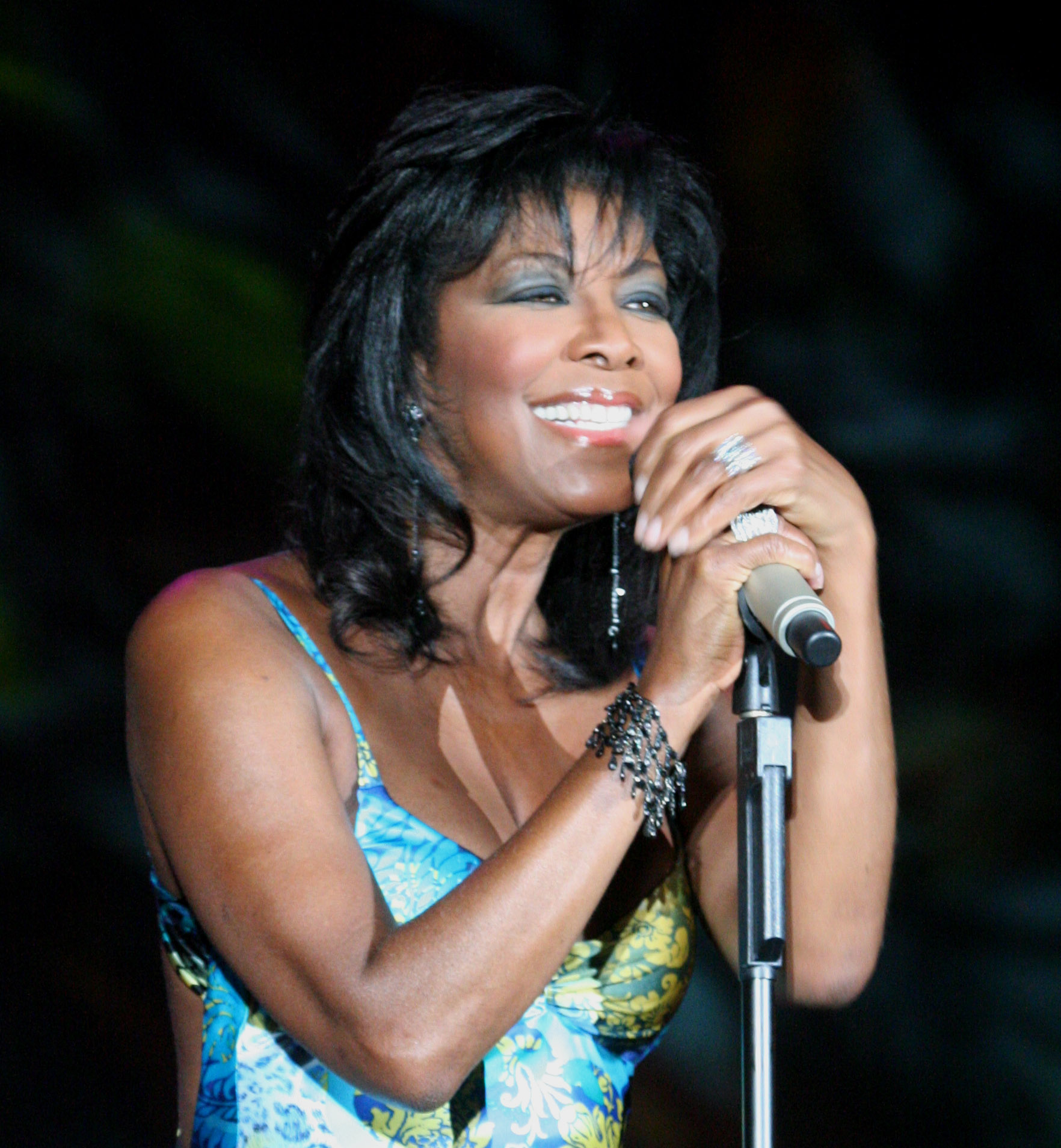
Natalie Cole
31 december

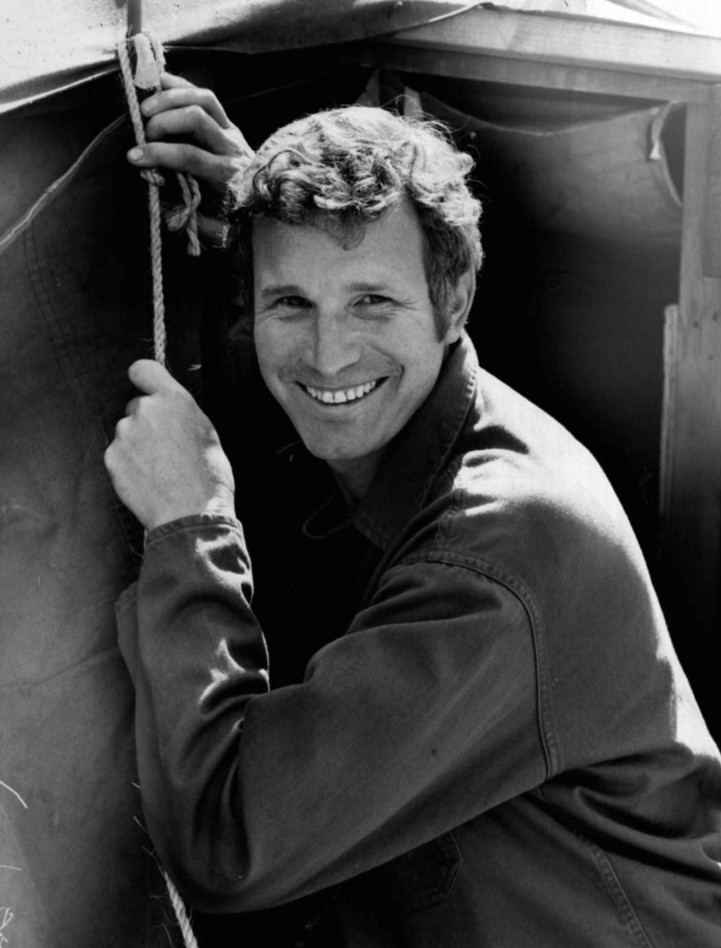
Wayne Rogers
31 december

| 1 | 2 | 3 | 4 | 5 | 6 | 7 | 8 | 9 | 10 | 11 | 12 | 13 | 14 | 15 | 16 | 17 | 18 | 19 | 20 | 21 | 22 | 23 | 24 | 25 | 26 | 27 | 28 | 29 | 30 | 31 |
| - | - | - | - | - | - | - | - | - | -- | -- | -- | -- | -- | -- | -- | -- | -- | -- | -- | -- | -- | -- | -- | -- | -- | -- | -- | -- | -- | -- |

### 1 december
- Manfred Blechschmidt (92), Duits auteur[1]
- Rob Blokzijl (72), Nederlandse natuurkundige en computerwetenschapper[2]
- Joseph Engelberger (90), Amerikaans ingenieur[3]
- Jim Loscutoff (85), Amerikaans basketballer[4]

### 2 december
- Sandy Berger (70), Amerikaans politiek adviseur[5]
- Gabriele Ferzetti (90), Italiaans acteur[6]
- Wim Kolijn (71), Nederlands politicus[7]
- Will McMillan (71), Amerikaans acteur[8]
- Anthony Valentine (76), Brits acteur[9]

### 3 december
- Scott Weiland (48), Amerikaans muzikant[10]

### 4 december
- J Capri (23), Jamaicaans zangeres[11]
- Erik De Vlaeminck (70), Belgisch wielrenner[12]
- Ricardo Guízar Diaz (82), Mexicaans bisschop[13]
- Robert Loggia (85), Amerikaans acteur en regisseur[14]
- Karen Montgomery (66), Amerikaans actrice en producer[15]

### 5 december
- Willie Coburn (74), Schots voetballer[16]
- William McIlvanney (79), Brits schrijver, dichter en journalist[17]
- Dimitar Popov (88), Bulgaars premier[18]

### 6 december
- Douchan Gersi (68), Belgisch documentairemaker[19]
- Franzl Lang (84), Duits jodelaar[20]
- Mike Mangold (60), Amerikaans verkeersvlieger en kunstvlieger[21]
- Nicholas Smith (81), Brits acteur[22]
- Holly Woodlawn (69), Puerto Ricaans actrice en transgendersymbool[23]

### 7 december
- Martin E. Brooks (90), Amerikaans acteur[24]
- Max Hauri (73), Zwitsers springruiter[25]
- Shirley Stelfox (74), Brits actrice[26]
- Peter Westbury (77), Brits autocoureur[27]

### 8 december
- Richard Balducci (93), Frans scenarist en regisseur[28]
- Bonnie Lou (91), Amerikaans zangeres[29]
- Herbert Prikopa (80), Oostenrijks komiek, acteur, dirigent, muzikant[30]
- Jokelyn Tienstra (45), Nederlands handbalster en kaatster[31]
- Douglas Tompkins (72), Amerikaans ondernemer en natuurbeschermer[32][33]
- John Trudell (69), Amerikaans-Indiaans activist, kunstenaar en dichter[34]

### 9 december
- Nikolay Belyaev (93), Russisch militair[35]
- Carlo Furno (94), Italiaans kardinaal[36]
- Akiyuki Nosaka (85), Japans schrijver[37]
- Julio Terrazas Sandoval (79), Boliviaans kardinaal[38]

### 10 december
- Klaus Baumgartner (77), Zwitsers politicus[39]
- Arnold Peralta (26), Hondurees voetballer[40]

### 12 december
- Frans Geurtsen (73), Nederlands voetballer[41]
- Rose Siggins (43), Amerikaans actrice[42]
- Ton Vissers (93), Nederlands wielerploegleider en oprichter Amstel Gold Race[43]

### 13 december
- Benedict Anderson (79), Amerikaans antropoloog en politicoloog[44]
- Albert Bontridder (94), Belgisch dichter en architect[45]
- Marleen de Pater-van der Meer (65), Nederlands politica[46]

### 14 december
- Guido Cassiman (75), Belgisch zanger en radiomaker[47]
- Charles Jansen (76), Nederlands bassist[48]
- Aleš Veselý (80), Tsjechisch schilder en beeldhouwer[49]

### 15 december
- Florentino Feliciano (87), Filipijns rechter[50]
- Licio Gelli (96), Italiaans zakenman[51]

### 16 december
- Lita Baron (92), Amerikaans actrice, danseres en nachtclubeigenaresse[52]
- Patricia Brooker (80), Brits actrice[53]
- Snuff Garrett (76), Amerikaans platenproducer[54]
- Aafje Heynis (91), Nederlands zangeres[55]
- Jan Kerkhofs (91), Belgisch godsdienstsocioloog en jezuïet[56]

### 17 december
- Serge Devèze (59), Frans voetbalcoach[57]
- Osamu Hayaishi (95), Japans biochemicus[58]

### 18 december
- Luc Brewaeys (56), Belgisch componist[59]
- Slobodan Čašule (70), Macedonisch politicus[60]
- Vittore Gottardi (74), Zwitsers voetballer[61]

### 19 december
- Bets Borm-Luijkx (97), Nederlands politicus[62]
- Peter Broggs (61), Jamaicaans reggaezanger[63]
- Madame Claude (92), Frans bordeelhoudster[64]
- Douglas Dick (95), Amerikaans acteur[65]
- Louis DiGiaimo (77), Amerikaans casting-director[66]
- Jimmy Hill (87), Brits voetballer en televisiepresentator[67]
- Samir Kuntar (53), Libanees terrorist[68]
- Frans van de Loo (95), Nederlands burgemeester[69]
- Kurt Masur (88), Duits dirigent[70]
- Dickie Moore (84), Canadees ijshockeyspeler[71]
- Dick Wathika (42), Keniaans politicus en burgemeester[72]

### 20 december
- Rudi Ceyssens (53), Belgisch baanwielrenner[73]
- Patricia Elliott (77), Amerikaans actrice[74]
- Angela McEwan (81), Amerikaans actrice[75]

### 21 december
- Lidi van Mourik Broekman (98), Nederlands beeldhouwster[76]

### 22 december
- Hans Brandwacht (62), Nederlands theatermaker[77]
- Yassin Salhi (35), Frans terreurverdachte[78]
- Georgine Sanders beter bekend als Tineke Vroman-Sanders (94), Nederlands antropologe en schrijfster[79]
- Jaap Zijlstra (82), Nederlands dichter, schrijver en predikant[80]

### 23 december
- Don Howe (80), Engels voetballer[81]
- Alfred Goodman Gilman (74), Amerikaans farmacoloog en biochemicus[82]

### 24 december
- Eugène Dodeigne (92), Frans beeldhouwer[83]
- William Guest (74), Amerikaans zanger[84]
- Tim Koopmans (86), Nederlands rechtsgeleerde[85]

### 25 december
- Manuel el Agujeta (76), Spaans flamencozanger en -componist[86]
- George Clayton Johnson (86), Amerikaans scenarist[87]
- Marc Lagrange (57), Belgisch fotograaf[88]
- Andrés Moreno Sepúlduva (38), Mexicaans zwaarste mens van de wereld[89]
- Elvin Ordubadli (26), Azerbeidzjaans zanger[90]
- Robert Spitzer (83), Amerikaans psychiater[91]
- Jason Wingreen (95), Amerikaans acteur[92]

### 27 december
- Stein Eriksen (88), Noors skiër[93]
- Guru Josh (51), Brits danceproducer[94]
- Ellsworth Kelly (92), Amerikaans schilder[95]
- Meadowlark Lemon (83), Amerikaans basketballer[96]
- Alfredo Pacheco (33), Salvadoraans voetballer[97]
- Haskell Wexler (93), Amerikaans cinematograaf, filmregisseur en -producent[98]
- Randall Wicomb (66), Zuid-Afrikaans zanger[99]
- Stevie Wright (68), Australisch zanger en songwriter[100]
- Naji al-Jerf (37), Syrisch filmmaker en journalist[101]

### 28 december
- Chris Barnard (76), Zuid-Afrikaans schrijver[102]
- John Bradbury (62), Brits drummer[103]
- Bram de Does (81), Nederlands typograaf[104]
- Lemmy Kilmister (70), Brits basgitarist en zanger[105]
- Ian Murdock (42), Amerikaans informaticus[106]
- Borry Vrieling (84), Nederlands politicus[107]

### 29 december
- Wilfried Aers (90), Belgisch politicus[108]
- Edward Hugh (67), Brits economist[109]
- Elżbieta Krzesińska (81), Pools atlete[110]
- Pavel Srníček (47), Tsjechisch voetballer[111]

### 30 december
- Howard Davis jr. (59), Amerikaans bokser[112]
- Ben Kabel (92), Nederlands voetballer[113]
- Zjef Vanuytsel (70), Belgisch kleinkunstzanger[114]

### 31 december
- Natalie Cole (65), Amerikaans jazzzangeres en actrice[115]
- Marvin Panch (89), Amerikaans autocoureur[116]
- Wayne Rogers (82), Amerikaans acteur[117]
- Richard Sapper (83), Duits industrieel ontwerper[118]

### Datum onbekend
- Sian Blake (43), Brits actrice (lijk werd in januari 2016 samen met haar kinderen gevonden in hun tuin)[119]
- Steve Gohouri (34), Ivoriaans voetballer (lichaam teruggevonden 31 december)[120]
- Duncan Lambie (63), Schots voetballer[121]
- Kristine Miller (90), Amerikaans actrice[122]